# Caldera
|  | Per a altres significats, vegeu «Caldera (desambiguació)». |

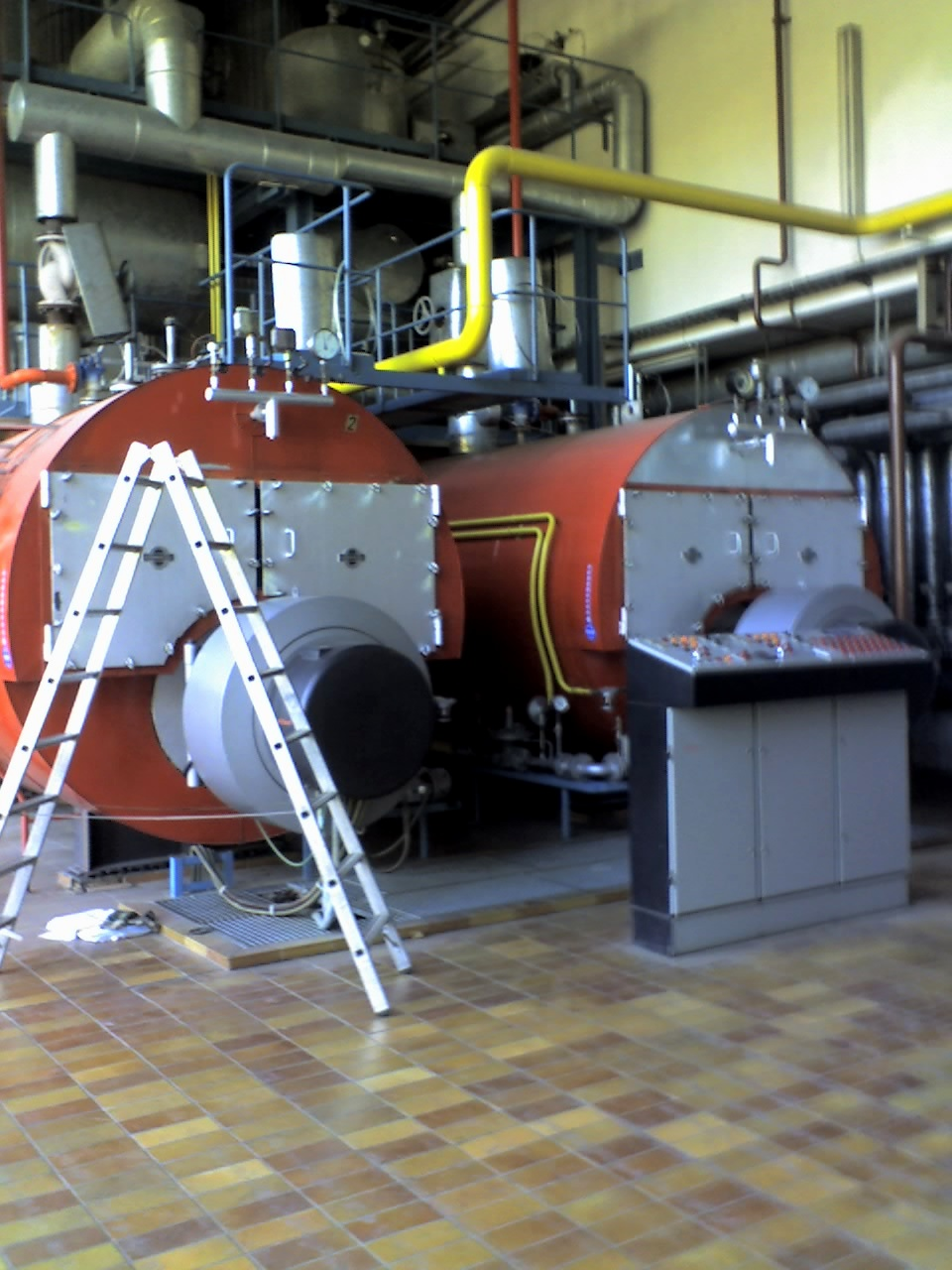
Calderes de vapor a gasoil

Una caldera és un recipient, o un conjunt de tubs, utilitzat per escalfar aigua o un altre fluid. Per tal d'escalfar el líquid es poden utilitzar diversos combustibles com gasoil, carbó, biomassa, etc.

## Funcionament i aplicacions
La caldera és una màquina o aparell està dissenyat per escalfar aigua o un altre fluid, normalment per combustió d'un combustible com gas, gasoil, carbó, biomassa, etc. El fluid calent o vaporitzat surt de la caldera per al seu ús en diferents processos o aplicacions de calefacció, generació de força motriu a partir del vapor, cocció o neteja. Els dos tipus de caldera més habituals són:
- Les calderes de vapor generen vapor saturat, generat mitjançant un procés de transferència de calor a pressió constant, en el qual el fluid, originalment en estat líquid, s'escalfa i canvia d'estat. Són així un cas particular d'intercanviador de calor en el qual la temperatura s'eleva fins a assolir el canvi de fase. A més a més són recipients a pressió, motiu pel qual estan construïdes en acer laminat de la mateixa manera que el recipients contenidors de gas. A causa de les àmplies aplicacions que té el vapor, principalment d'aigua, les calderes són molt utilitzades en la indústria per generar-lo per aplicacions tals com:
  - Esterilització
  - Escalfament d'altres fluids
  - Generar electricitat a través d'un cicle Rankine. Les calderes són parts fonamentals de les centrals termoelèctriques. Normalment es confon el concepte de caldera i el de generador de vapor, però el segon genera vapor sobreescalfat.
- Les calderes de calefacció, un tipus d'escalfador d'aigua, generen aigua calenta per a ser utilitzada en sistemes de calefacció industrial o domèstica, o fer obtenir aigua calenta sanitària. Vegeu escalfador d'aigua.

## Combustibles

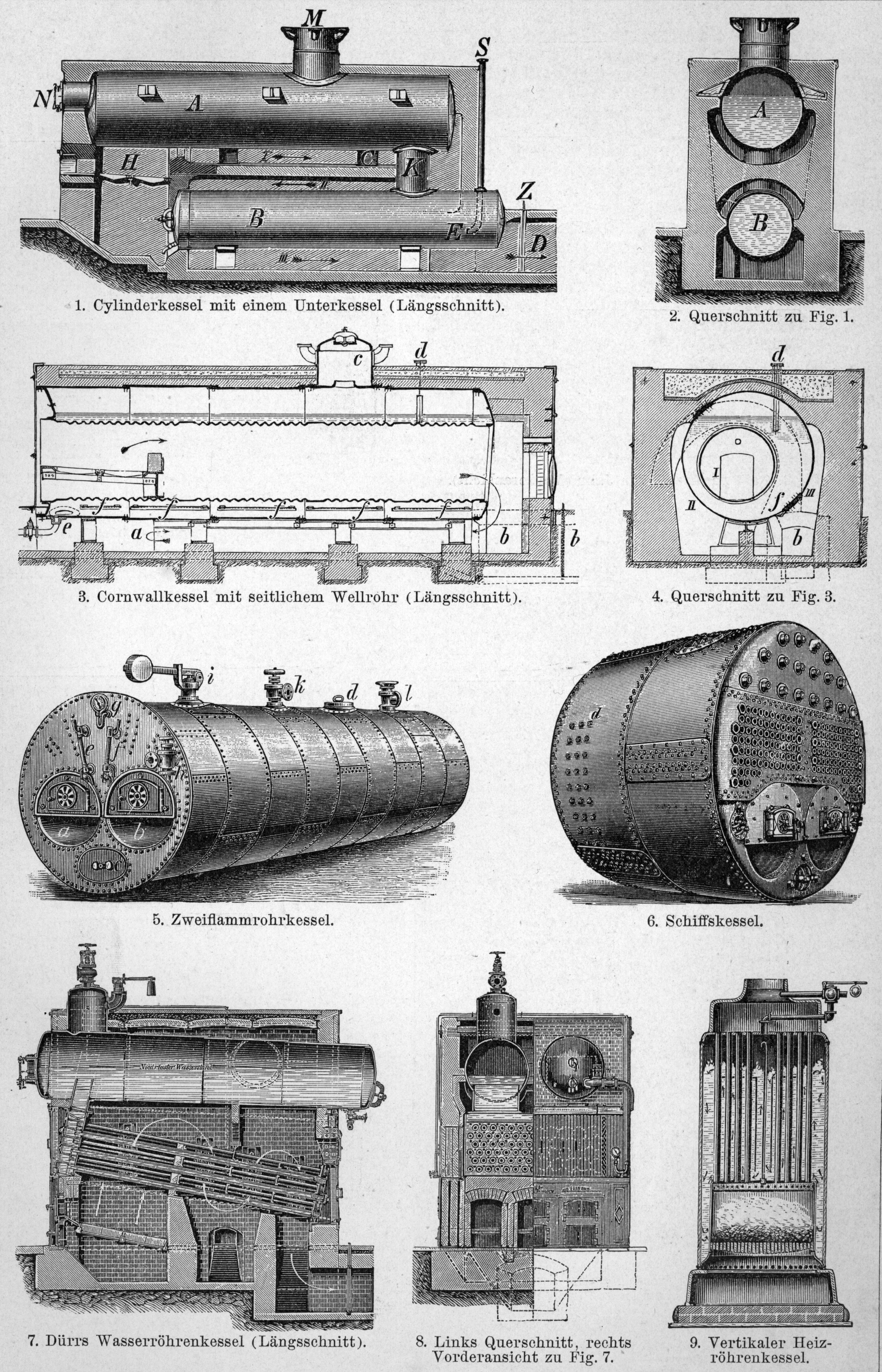
Dibuix de diversos tipus de caldera disponibles a finals del.

La font de calor per a una caldera pot ser qualsevol de diversos combustibles, com ara fusta, carbó, petroli o gas natural. Les calderes de vapor elèctriques utilitzen elements d'escalfament amb sobrecàrrega o de tipus d'immersió. La fissió nuclear també s'utilitza com una font de calor per a generar vapor, ja sigui directament (BWR) o, en la majoria dels casos, en intercanviadors de calor especialitzats anomenats "generadors de vapor" (PWR). Els generadors de vapor de recuperació de calor (HRSG) utilitzen la calor rebutjat d'altres processos com ara la turbina de gas.

## Elements d'una caldera de combustió
- Cremador: és el dispositiu que converteix l'energia del combustible en energia tèrmica que es transfereix a l'aigua a través de la caldera que resulta en vapor o aigua calenta. Característiques essencials dels bons cremadors:
  - Alta eficiència de la combustió.
  - Rendiment a càrrega parcial.
  - Fàcil canvi entre combustibles (en cas de cremador de dos combustibles)
  - Facilitat de muntatge.
  - Disseny robust i compacte.
  - Funcionament silenciós.
  - Fàcil accés a totes les parts per a inspecció i manteniment.
  - Components fiables per a un servei continuat.
  - Fàcil ajust de la relació aire / combustible.
  - Adequació dels components a les característiques específiques del combustible.
  - Baix consum d'energia i preescalfament de l'aire.
  - Provisió d'aturades de seguretat per diverses causes.
- Intercanviadors: és el dispositiu dissenyat per a transferir calor del combustible a l'aigua:
  - Aquotubulars: són aquelles calderes en les que el fluid de treball es desplaça a través de tubs durant el seu escalfament. Són les més utilitzades en les centrals termoelèctriques, ja que permeten altes pressions a l'eixida, i gran capacitat de generació.
  - Pirotubulars: en aquest tipus el fluid en estat líquid es troba en un recipient, i és travessat per tubs pels quals circulen gasos a alta temperatura producte d'un procés de combustió.
- Altres components o accessoris (en calderes de vapor):
  - Reguladors de pressió per a controlar la pressió del vapor a la caldera. Les calderes normalment tenen 2 o 3 reguladors: un pressòstat de seguretat, amb rearmament manual, que funciona com una seguretat establint el límit superior de la pressió de vapor; el pressòstat de funcionament, que controla l'engegada i l'aturada dels cremadors de la caldera per mantenir la pressió; i un pressòstat de modulació en calderes equipades amb un cremador de modulació,que controla la quantitat de foc.
  - Vàlvula de seguretat: S'utilitza per alleujar la pressió i evitar una possible explosió d'una caldera.
  - Indicadors de nivell d'aigua: Mostren a l'operador el nivell de líquid a la caldera, normalment a través una columna de vidre que permet veure el nivell d'aigua.
  - Vàlvules de purga de fons: Proporcionen un mitjà per eliminar les partícules sòlides que es condensen i es troben a la part inferior d'una caldera. Com el seu nom indica, aquesta vàlvula normalment es troba directament al fons de la caldera, i de tant en tant s'obre per utilitzar la pressió a la caldera per empènyer aquestes partícules cap a fora.
  - Vàlvula de purga contínua: permet que una petita quantitat d'aigua s'escapi contínuament per evitar que l'aigua a la caldera se saturi amb sals dissoltes. La saturació donaria lloc a la formació d'escuma i provocaria que el vapor d'aigua sortint arrossegués gotes d'aigua - una situació coneguda com encebat. La purga també s'utilitza sovint per controlar la química de l'aigua de la caldera.
  - Obertures d'inspecció: Són plaques d'acer instal·lades a les obertures de "capçalera" per a permetre les inspeccions i la instal·lació de tubs i la inspecció de les superfícies internes.
  - Tall d'aigua de baixa: És un mitjà mecànic (en general un interruptor de flotador) que s'utilitza per apagar el cremador o tancar el pas de combustible a la caldera per evitar que funcioni si el nivell d'aigua baixa per sota d'un cert punt. Si una caldera va "en sec" (és a dir, que crema sense aigua dins) pot causar-ne la ruptura o fallada catastròfica.
  - Línia de purga de la superfície: Es proporciona un mitjà per retirar l'escuma o altres substàncies no condensables de pes lleuger que tendeixen a surar a la superfície de l'aigua dins de la caldera.
  - Bomba de circulació: Està dissenyat per a fer recircular aigua cap a la caldera després que ha expulsat a part de la seva calor.
  - Vàlvula d'alimentació d'aigua: una vàlvula de retenció a la línia d'alimentació d'aigua. Pot instal·lat-se a un costat de la caldera, just a sota del nivell de l'aigua, o a la part superior de la caldera.
  - Alimentació superior: En aquest disseny per a la injecció d'aigua d'alimentació, l'aigua s'alimenta per la part superior de la caldera. Això pot reduir la fatiga de la caldera causada per l'estrès tèrmic. La polvorització de l'aigua d'alimentació a través d'una sèrie de safates fa que l'aigua s'escalfi ràpidament i això pot reduir les incrustacions de calç.
  - Tubs temperadors: Una sèrie de tubs o feixos de tubs en el tambor d'aigua o el tambor de vapor dissenyats per refredar el vapor sobreescalfat, per tal de subministrar els equips auxiliars que no necessiten o poden ser danyats pel vapor sec.
  - Línia d'injecció química: Una connexió per afegir productes químics per al control de pH de l'aigua.
- Connexions de sortida a les línies o conductes de vapor o aigua calenta.
- Sistema d'alimentació de combustible: conduccions de gasoil o gas, alimentadors de carbó, biomassa.
- Sistemes de neteja de sutge o cendres.